# Нерушай (река)
Нерушай (укр. Нерушай) — левый приток дунайского гирла Мурза, протекающий по Белгород-Днестровскому и Измаильскому районам (Одесская область).

## География
Длина — 48 км. Площадь водосборного бассейна — 346 км². Русло реки в верхнем течении (пруд севернее села Баштановка) находится на высоте 32,8 м над уровнем моря.
Долина шириной 1—1,5 км, глубиной до 20—30 м. Русло извилистое, заболоченное, летом пересыхает. В устье расположены плавни.
Река течёт с севера на юг (в среднем течении отклоняясь на восток) сначала по Татарбунарскому затем Килийскому району. Река берет начало южнее села Дельжилер (Дмитровка) (Татарбунарский район). Впадает в лиман Грабовский гирла Мурза юго-восточнее села Мирное (Килийский район).
Используется для орошения. Для этого создано несколько прудов.
Крупных притоков нет.

## Населённые пункты
- Населённые пункты на реке от истока к устью:
- Татарбунарский район: Баштановка, Нерушай, Струмок;
- Килийский район: Николаевка, Новониколаевка, Мирное.